# Ventura (Nuevo México)
Ventura es un lugar designado por el censo ubicado en el condado de Luna en el estado estadounidense de Nuevo México. En el Censo de 2010 tenía una población de 468 habitantes y una densidad poblacional de 33,08 personas por km².

## Geografía
Ventura se encuentra ubicado en las coordenadas 32°14′38″N 107°41′00″O / 32.24389, -107.68333. Según la Oficina del Censo de los Estados Unidos, Ventura tiene una superficie total de 14.15 km², de la cual 14.15 km² corresponden a tierra firme y (0%) 0 km² es agua.

## Demografía
Según el censo de 2010, había 468 personas residiendo en Ventura. La densidad de población era de 33,08 hab./km². De los 468 habitantes, Ventura estaba compuesto por el 81.62% blancos, el 0.21% eran afroamericanos, el 0.85% eran amerindios, el 0.43% eran asiáticos, el 0% eran isleños del Pacífico, el 11.11% eran de otras razas y el 5.77% pertenecían a dos o más razas. Del total de la población el 36.54% eran hispanos o latinos de cualquier raza.